# Zorochros jobiti
Zorochros jobiti is een keversoort uit de familie van de kniptorren (Elateridae). De wetenschappelijke naam van de soort werd voor het eerst geldig gepubliceerd in 1932 door Edmond Fleutiaux.